# Valentin Peter Feuerstein
Valentin Peter Feuerstein (* 9. Juli 1917 in Neckarsteinach; † 29. November 1999 in Heidelberg) war ein deutscher Kunstmaler, Restaurator und Glasmaler.

## Leben und Wirken
Valentin Peter Feuerstein (manchmal auch Peter Valentin Feuerstein) war der Sohn eines Malermeisters und wuchs in einer katholischen Familie auf. Nach einer Malerlehre wurde er 1938 zum Arbeitsdienst eingezogen und anschließend zur Luftwaffe. Seine Verlegung nach München gestattete ihm, an der dortigen Akademie der Bildenden Künste zu studieren. Ein kriegsbedingter Aufenthalt in Italien öffnete ihm die Augen für die dortige Kunst. Daher entschloss er sich, auf die Übernahme des väterlichen Malergeschäfts zu verzichten und eine künstlerische Laufbahn einzuschlagen. Nach dem Zweiten Weltkrieg arbeitete er zunächst als Restaurator. 1948 gelang ihm die Entdeckung und Zuschreibung des Windsheimer Zwölfbotenaltars von Tilman Riemenschneider (Kurpfälzisches Museum, Heidelberg).
Ab Mitte der 1950er Jahre entdeckte er die Glasmalerei als Medium für sich, wobei er in dieser Beziehung Autodidakt war. Er gestaltete bis zu seinem Tod neben einer großen Anzahl von Wandmalereien vor allem mehr als 830 Glasfenster in rund 120 Kirchen und Kapellen, hauptsächlich in Südwestdeutschland, Franken und Westfalen. Feuerstein leitete auch die Restaurierung der historischen St.-Mauritius-Kirche in Hemsbach von 1963 bis 1966, wo er Wandmalereien restaurierte und ein Glasfenster schuf, ebenso hatte er um 1970 bedeutenden künstlerischen Anteil an der Restaurierung der Pfarrkirche Unsere Liebe Frau in Eppingen.
Als Hauptwerke können fünf Fenster für das Ulmer Münster (1979–1986), eine Rosette im Freiburger Münster (1971), sowie Fensterzyklen im sogenannten Dom des Frankenlandes in Wölchingen (1959), im Breisacher Münster (1967) und in der Überwasserkirche in Münster (1973) angesehen werden. Neben den Glas- und Wandgemälden schuf er eine Vielzahl kleinerer Werke, wie Glockenzierden, Bronzetüren, Altarreliefs oder Gobelins (Merzhausen, Darmstadt).
1990 wurde Feuerstein mit dem Bundesverdienstkreuz am Bande geehrt.

## Werke

### Altarbilder
- katholische Kirche St. Paul (Heidelberg) (1987)

### Glasfenster
- evangelische Kirche in Ihringen
- evangelische Kirche in Bahlingen am Kaiserstuhl
- evangelische Kirche in Dilsberg[1]
- evangelische Kirche in Neckargemünd
- evangelische Mauritiuskirche in Oberöwisheim (Kraichtal)
- Priesterseminar in Speyer
- katholische Kirche in Limburgerhof
- katholische Kirche in Wachenheim
- katholische Kirche in Altglashütten
- katholische Kirche in Bermersbach
- katholische Kirche in Mannheim-Sandhofen
- evangelische Kirche in Willstätt-Sand
- Johanneskirche in Miltenberg
- katholische Kirche in Unterkirnach
- katholische Kirche in Schlatt
- katholische Kirche in Hagnau am Bodensee
- katholische Kirche in Schiltach[2]
- katholische Kirche St. Gallus in Merzhausen, Neubau
- katholische Kirche Unserer Lieben Frau in Karlsruhe
- katholische Stadtpfarrkirche Unserer Lieben Frau in Waibstadt
- Kapelle St. Achatius in Grünsfeldhausen
- St. Georg in Siegelsbach
- St. Johannes Nepomuk in Eberbach
- St. Josefsklinik in Offenburg (St.-Josef-Wandbild, 1955)[3]
- St.-Laurentius-Kirche in Wiesloch
- St. Michael in Wiesenbach
- Abtei Neuburg
- Josefskapelle in Schwetzingen
- Bonifatius-Nothelfer-Kapelle in Oberwittstadt
- Kapelle des Altenpflegeheimes St. Michael in Heidelberg

### Wandmalerei (Auswahl)
- katholische Kirche St. Georg[4] in St. Georgen im Schwarzwald
- katholische Kirche in St. Laurentius Bretten (1996–1998)
- katholische Kirche St. Sebastian in Neuthard
- Giebel der neuen katholischen Kirche St. Gallus in Merzhausen.

Deckenausmalungen
- katholische Kirche St. Bonifatius Karlsruhe (1978)
- katholische Kirche Liebfrauen Karlsruhe (1991)
- katholische Kirche St. Laurentius in Bretten (1987).